# 옥녀
《옥녀》는 1977년 12월 19일부터 1978년 5월 26일까지 방송된 MBC 일일연속사극이다.

## 등장 인물
- 김영란
- 이정길
- 안재은
- 신충식
- 정애란
- 신구
- 김용림
- 한인수
- 박상조
- 이성자
- 신금매
- 이묵원
- 김기일
- 변희봉
- 정욱
- 김석옥
- 김영옥
- 박정자
- 최흥숙
- 송승환
- 권은아
- 김윤경
- 유인촌
- 김정훈
- 홍성민
- 한영숙
- 임채무
- 전인택
- 천동석